# Municipio de Thorn
El municipio de Thorn (en inglés: Thorn Township) es un municipio ubicado en el condado de Perry en el estado estadounidense de Ohio. En el año 2010 tenía una población de 4253 habitantes y una densidad poblacional de 43,29 personas por km².

## Geografía
El municipio de Thorn se encuentra ubicado en las coordenadas 39°52′52″N 82°24′28″O / 39.88111, -82.40778. Según la Oficina del Censo de los Estados Unidos, el municipio tiene una superficie total de 98.24 km², de la cual 96,15 km² corresponden a tierra firme y (2,12 %) 2,08 km² es agua.

## Demografía
Según el censo de 2010, había 4253 personas residiendo en el municipio de Thorn. La densidad de población era de 43,29 hab./km². De los 4253 habitantes, el municipio de Thorn estaba compuesto por el 97,32 % blancos, el 0,14 % eran afroamericanos, el 0,33 % eran amerindios, el 0,14 % eran asiáticos, el 0,28 % eran de otras razas y el 1,79 % eran de una mezcla de razas. Del total de la población el 0,38 % eran hispanos o latinos de cualquier raza.